# 이카와정 (도쿠시마현)
이카와정(井川町)은 도쿠시마현 북서부에 위치했던 정이다.  2006년 3월 1일, 미요시내의 5정촌과 합병해 시로 승격해 미요시시가 되었다. 

## 지리
요시노강 중류의 남안에 있다.중심 지구인 쓰지는 이노우치다니가와가 요시노강에 합류하는 다니구치에 발달한 취락이다.

## 역사
- 1959년 4월 1일 - 쓰지정, 이우치다니촌이 합병해 성립하였다.
- 2006년 3월 1일 - 이케다정, 야마시로정, 미노정, 히가시이야야마촌, 니시이야야마촌과 합병해 미요시시가 성립하였다. 동일 이카와정은 폐지되었다.

## 교통

### 철도
- 시코쿠 여객철도
  - 도쿠시마 선
  - 도산 선

### 도로
- 도쿠시마 자동차도
- 국도 32호선
- 국도 192호선
- 국도 319호선